# Stina Höök
Anna Stina Höök, född 11 mars 1972, är en svensk politiker och regionråd i Region Värmland samt ledamot av Moderaternas partistyrelse sedan 2019. Tidigare har Höök varit ordförande i Värmlands regionala utvecklingsnämnd.
Stina Höök var förbundsordförande för Moderaterna i Värmland åren 2015-2020.